# Кальварія (святилище)

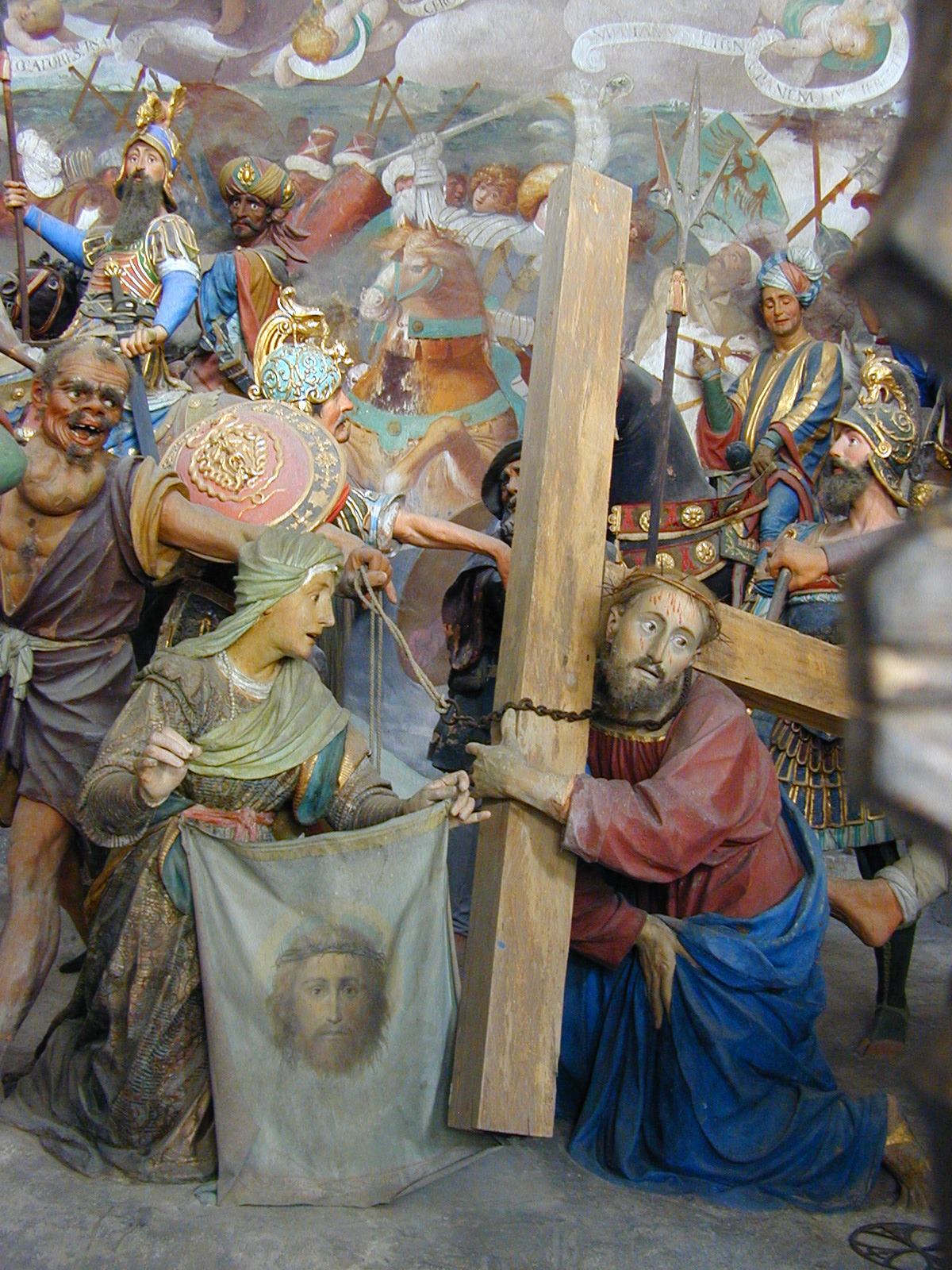
Sacro Monte di Varallo, Tabacchetti та Giovanni d'Enrico, Христос на дорозі на Голгофу, 1599-1600, скульптурні головні фігури та фреска позаду

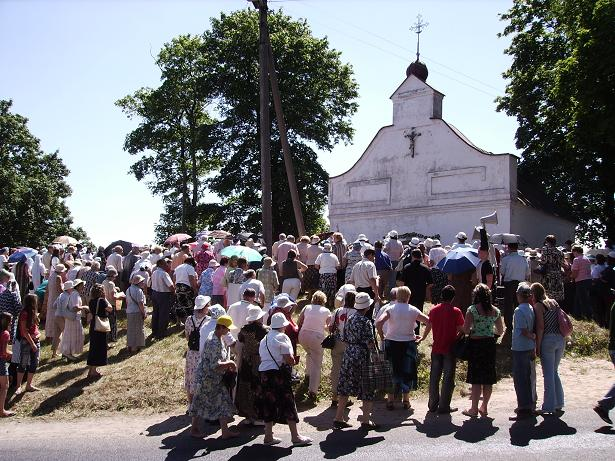
Богослужіння в Кальварії Жемайчу в Литві, 2006 р

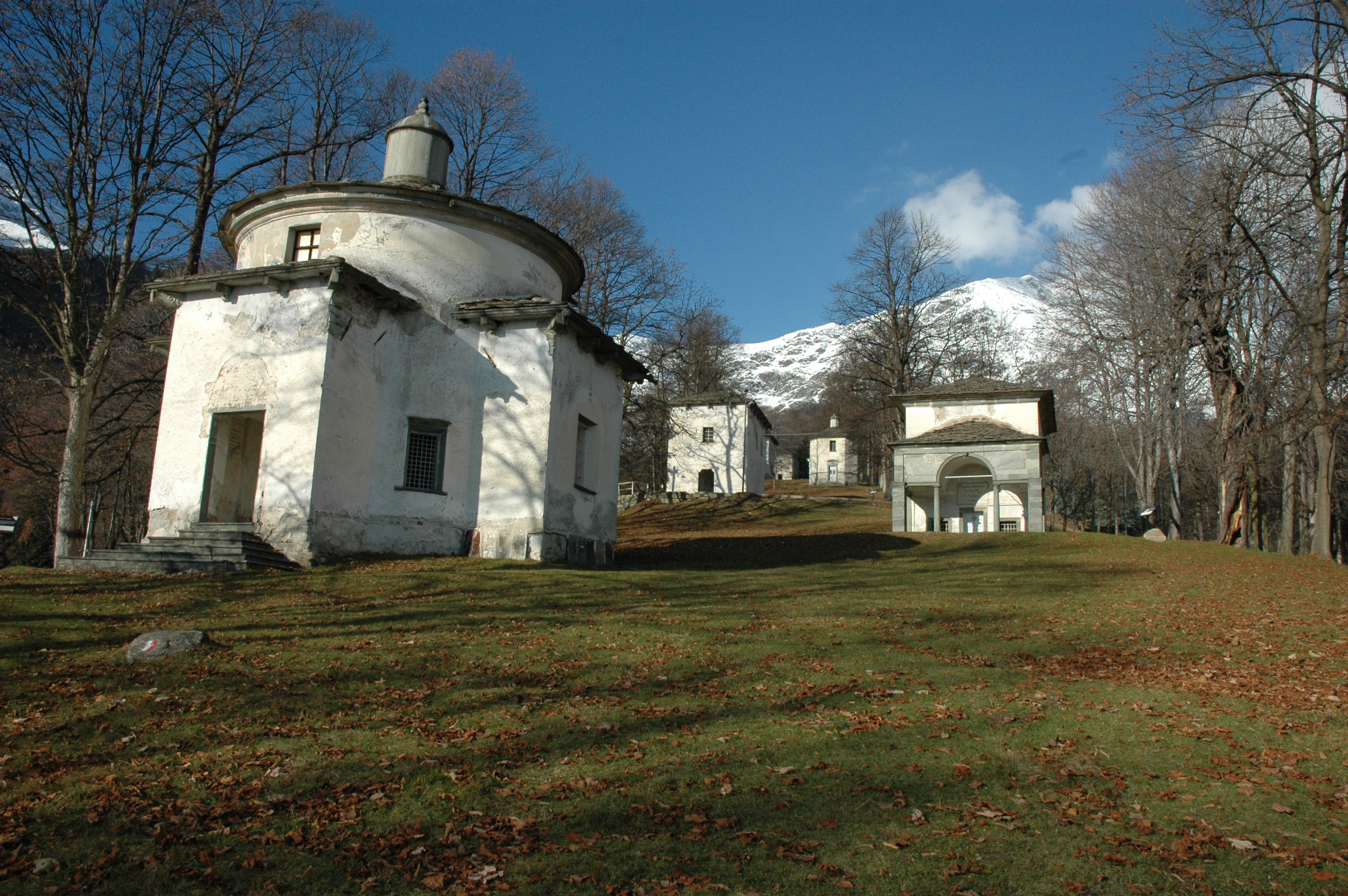
Каплиці в Sacro Monte di Oropa

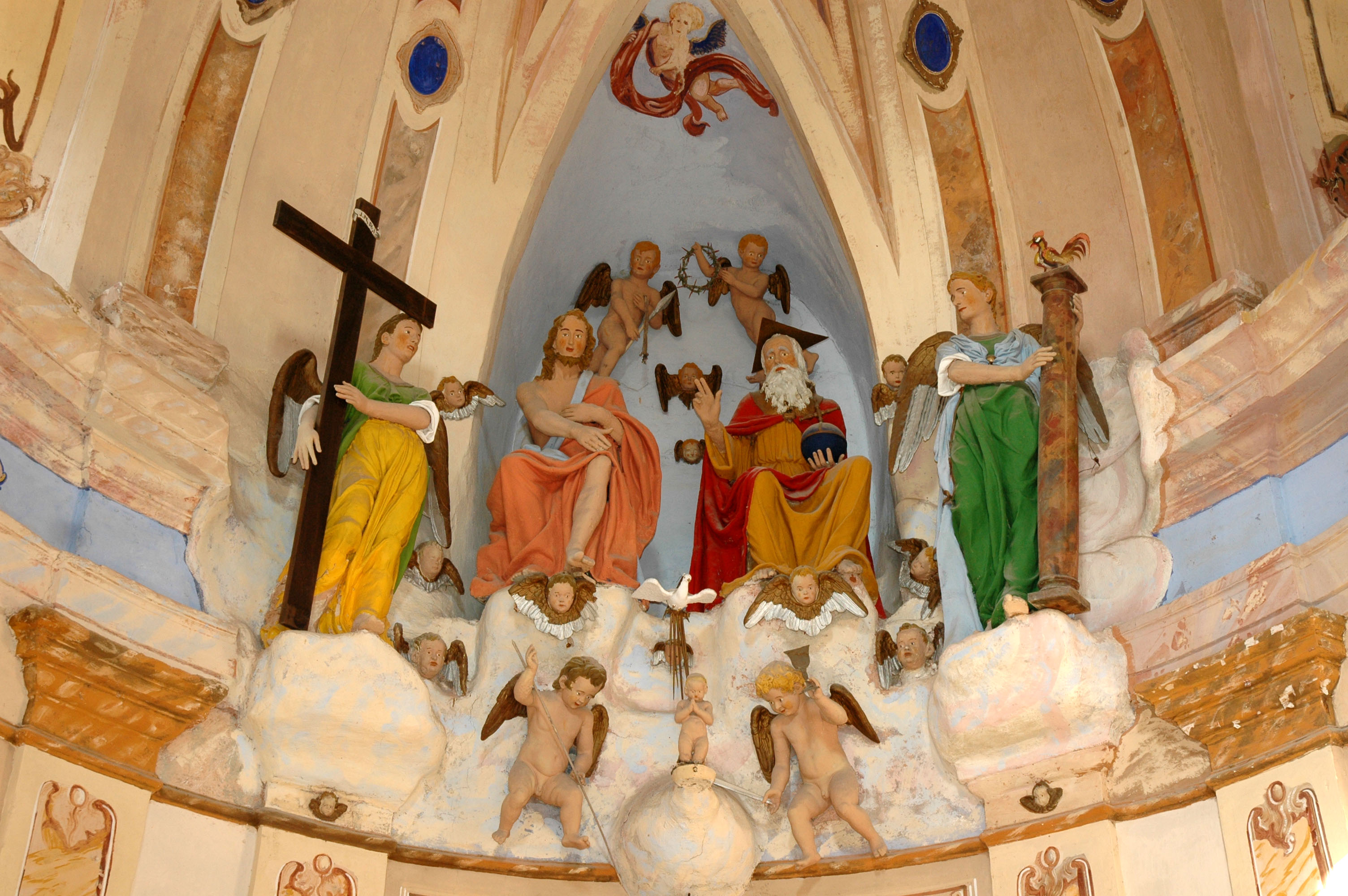
Зачаття Марії в Sacro Monte di Oropa

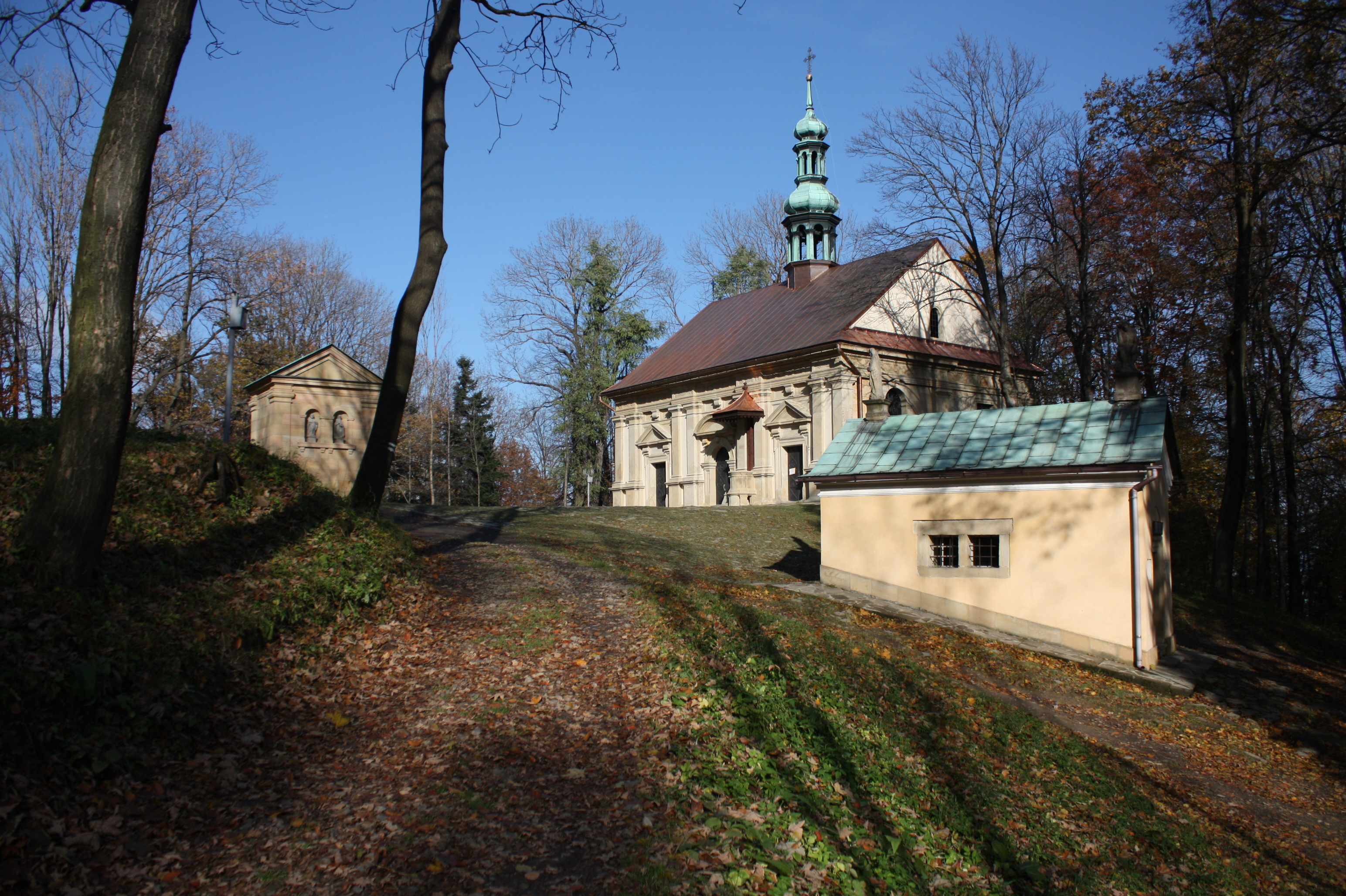
Каплиці в Кальварії Зебжидовській

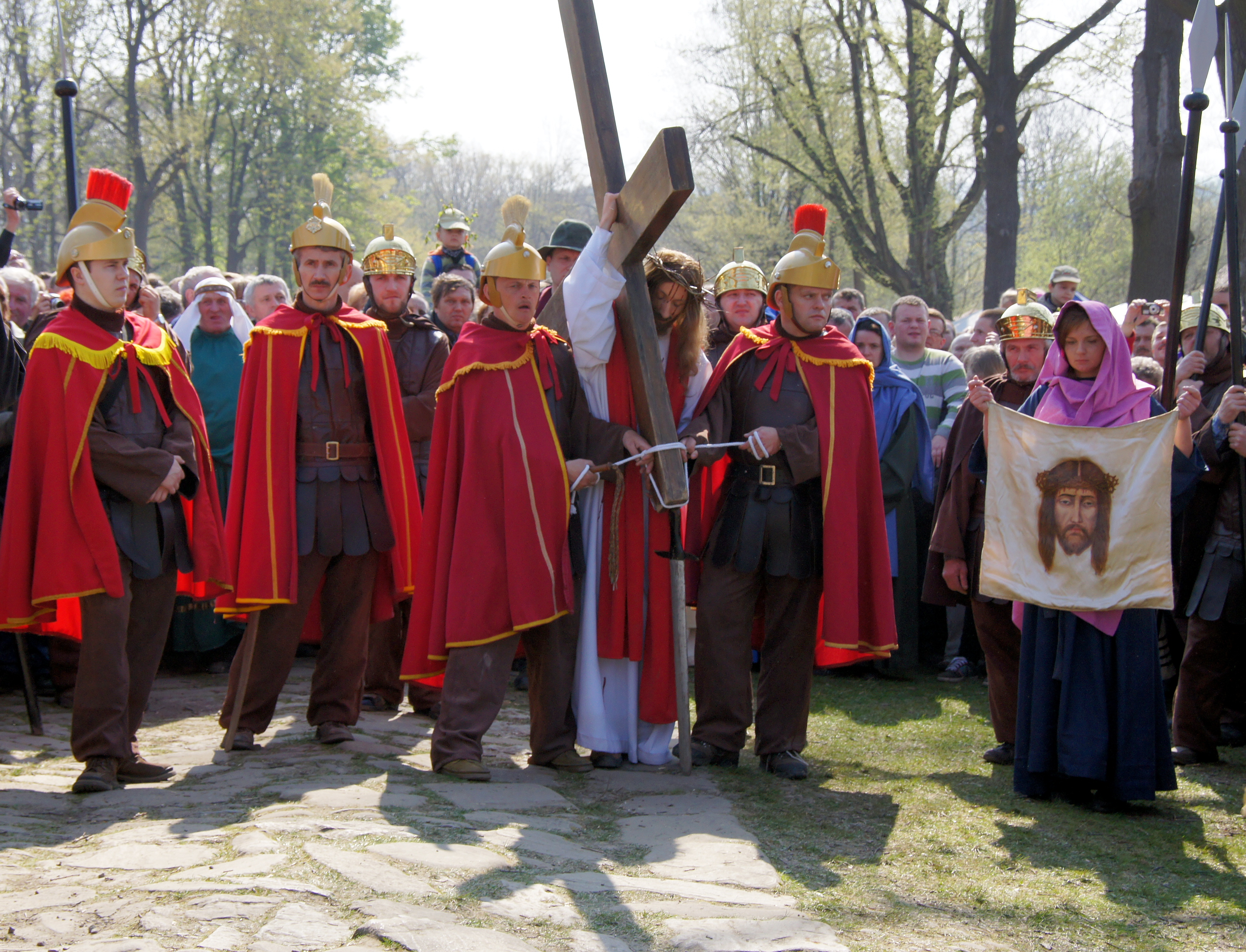
Містерія в Кальварії Зебжидовській, 2011

Кальварія, Голгофа (лат. Calvaria, івр. Golgota означає череп), також званий Кальварійським пагорбом, Священним пагорбом або Священною горою, — тип християнського священного місця, побудованого на схилах пагорба, що складається з набору каплиць, зазвичай розташованих у формі шляху паломників. Він призначений для символізації страстей Христових і отримав свою назву на честь Кальварії (Голгофи), пагорба в Єрусалимі, де, згідно з традицією, Ісус був розіп'ятий.

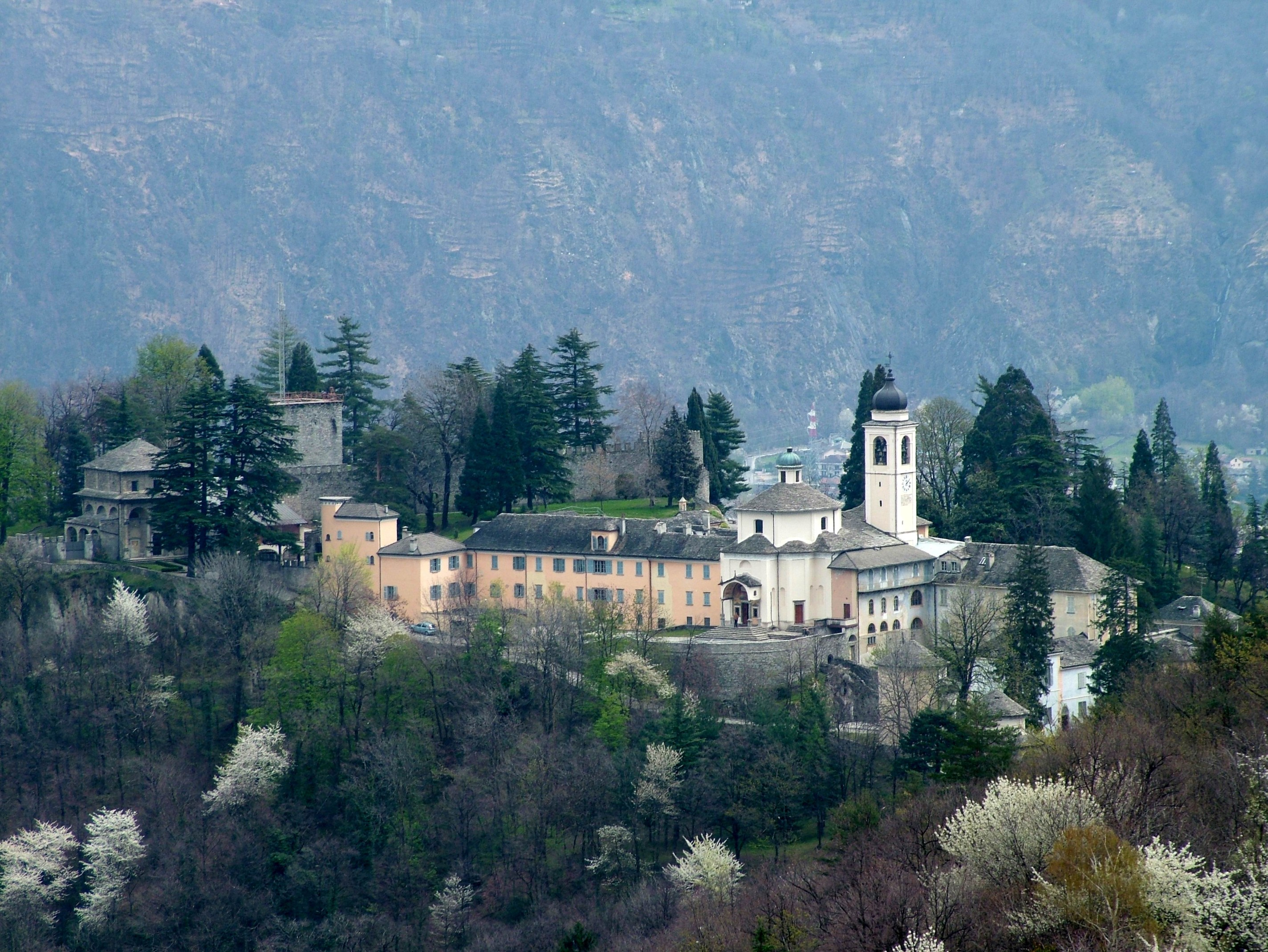
Sacro Monte di Domodossola

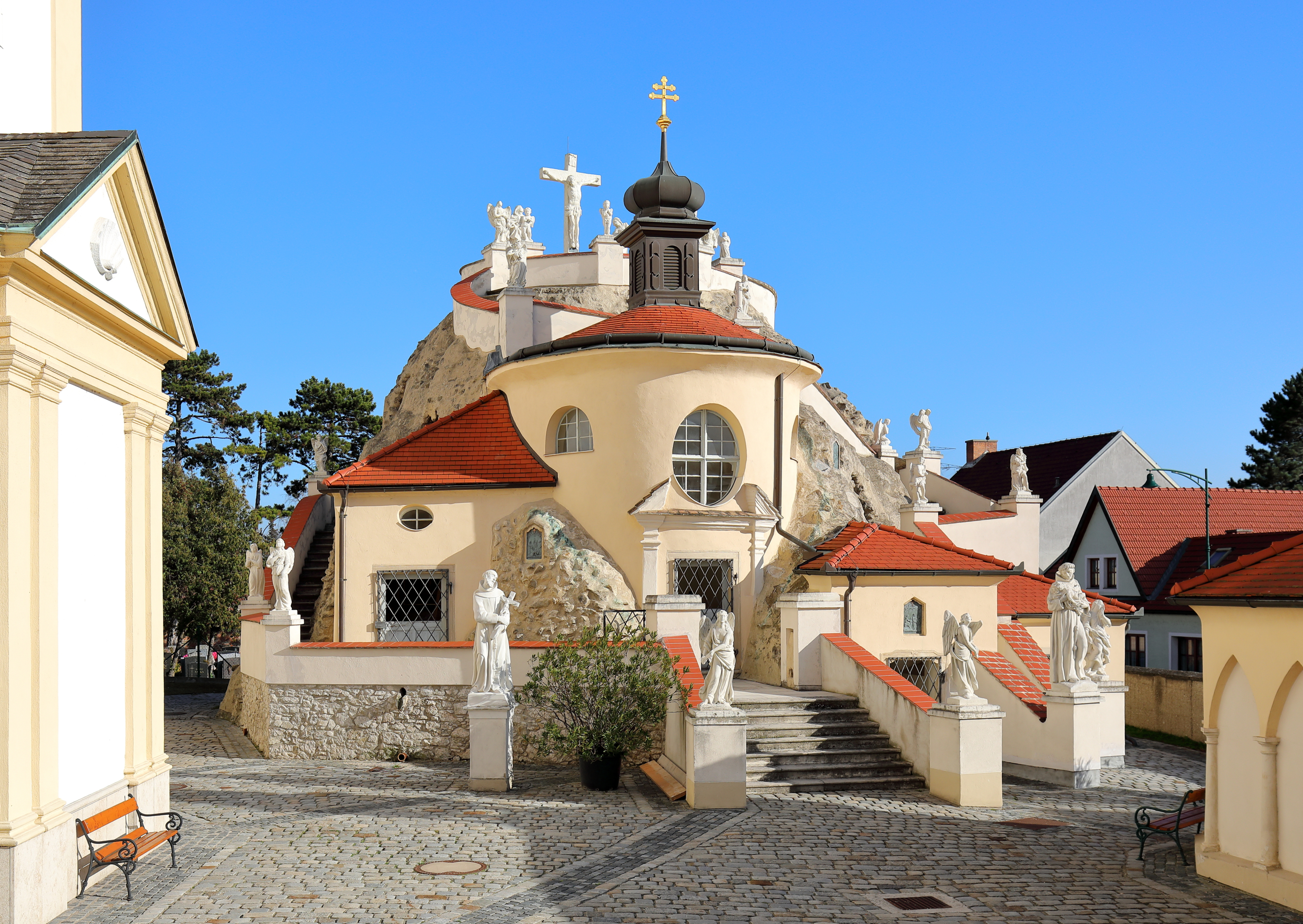
Кальварія у Марії Ланцендорф (1700)

Вони функціонують як значно розширені версії Хресної дороги, які є звичайними в католицьких церквах, дозволяючи вірянам стежити за перебігом етапів Страстей Христових уздовж Віа Долороза в Єрусалимі. Кожна каплиця містить велике зображення сцени зі Страстей, які вона вшановує, іноді у вигляді скульптури, яка може досягати натуральної величини. Такого роду святині були особливо популярні в період бароко, коли Свята земля перебувала під владою Туреччини і було важко здійснити паломництво на гору Голгофу в Єрусалимі.
Кальварії були особливо популярні серед орденів францисканців та єзуїтів і найбільш поширені в Італії та центральній Європі Габсбургів. Зазвичай їх розміщували в парках біля церкви чи монастиря, як правило, на пагорбі, на який відвідувач поступово піднімається. Італійські зазвичай називають sacro monte («свята гора» або «пагорб»); є група з дев'яти Sacri Monti П'ємонту та Ломбардії, які є особливо помітними; дати їх заснування коливаються між 1486 і 1712 роками. Богослужіння могли бути більш популярними в Страсний тиждень, перед Великоднем, коли проводилися великі процесії навколо станцій і могли розігруватися містерії. Якщо Голгофа була заснована в населеному місці, це могло б призвести до розташування нового села чи міста. На честь такого комплексу названо кілька сіл і міст. 

## Термінологія
Гора Кальварія (Голгофа) була місцем за воротами Єрусалиму, де відбулося розп'яття Христа. Сцена була відтворена в усьому світі на численних «Голгофських пагорбах» після Контрреформації, і вони використовуються, зокрема, римо-католиками як частина їхнього поклоніння та шанування Бога.
Термін походить від латинського перекладу у Вульгаті арамейської назви початкового пагорба Голгофа, де він називався calvariae locus, що латиною означає «місце черепа». Мартін Лютер переклав Голгафу як «місце черепа» (Scheddelstet). Цей переклад обговорюється; принаймні, незрозуміло, чи стосувалося воно форми пагорба, його використання як місця страти чи поховання, чи стосується чогось іншого.
«Пагорб Кальварія» сьогодні відноситься до зображення сцен Страстей Христових приблизно в натуральну величину зі скульптурами додаткових фігур. Ці сцени встановлені на схилах пагорба. Традиційні чотирнадцять станцій хресної дороги зазвичай розміщуються на шляху до вершини паломницького пагорба, і часто є невелика віддалена церква чи каплиця, розташована від кількох десятків до кількох сотень метрів.
Кальварійські пагорби не слід плутати з Кальваріями, які є особливим типом придорожнього монументального розп'яття, традиційного характеру в основному в Бретані, особливо в Фіністері, побудованого в парафіяльних замках між 1450 і 17 століттями.

Визначні місця
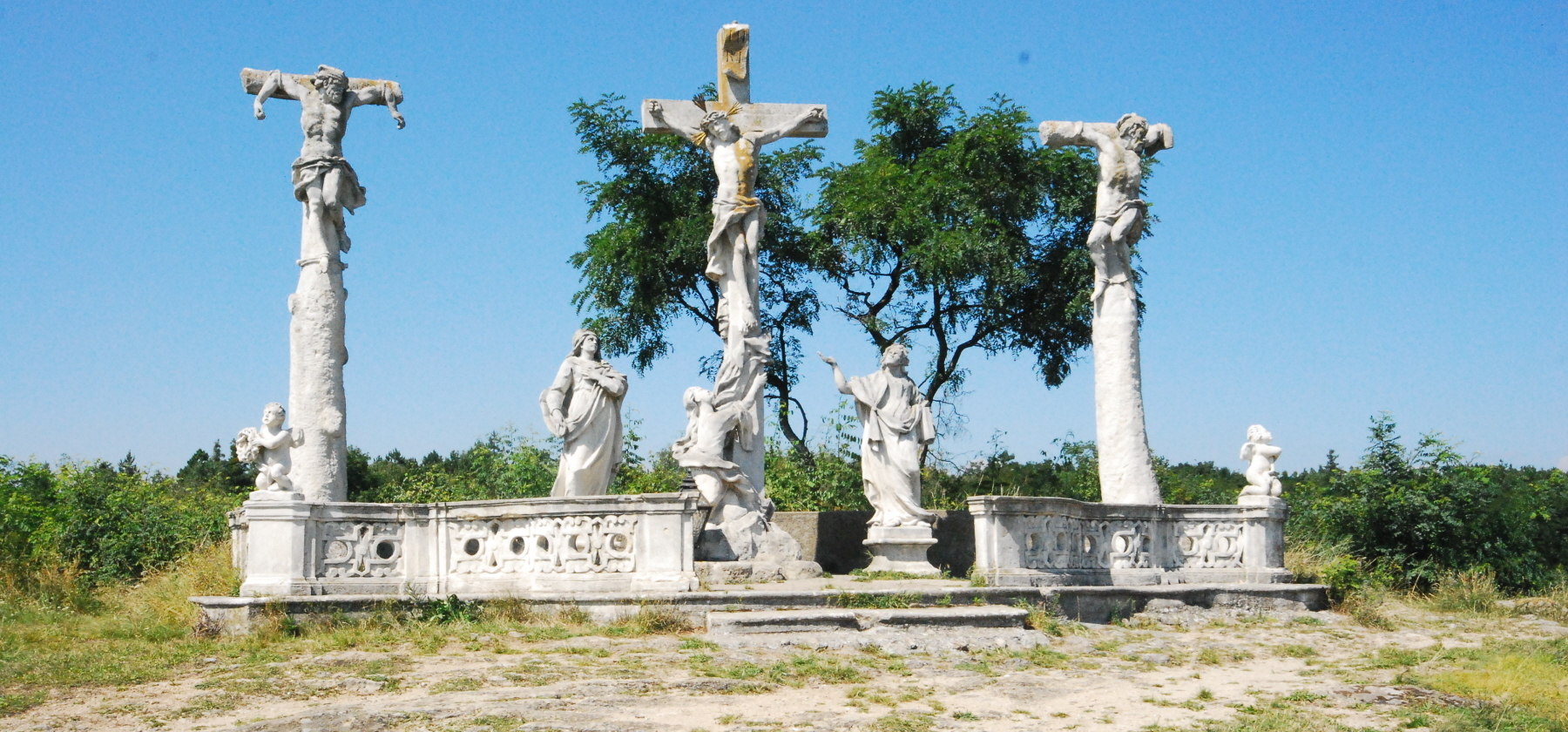
Монумент при дорозі з багатьма фігурами (Retz)
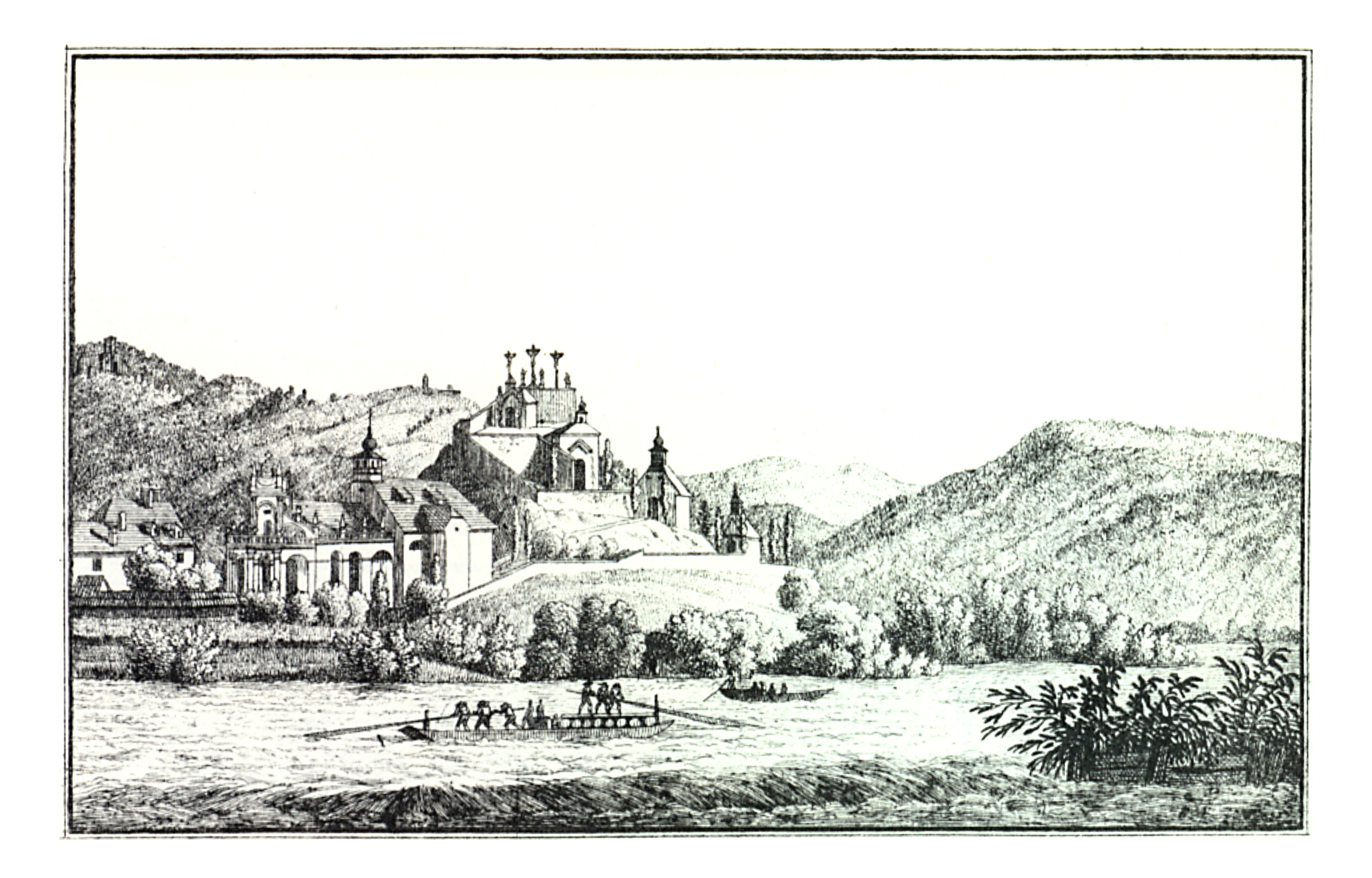
Кальварійський пагорб у Lend (Graz) прибл.1830
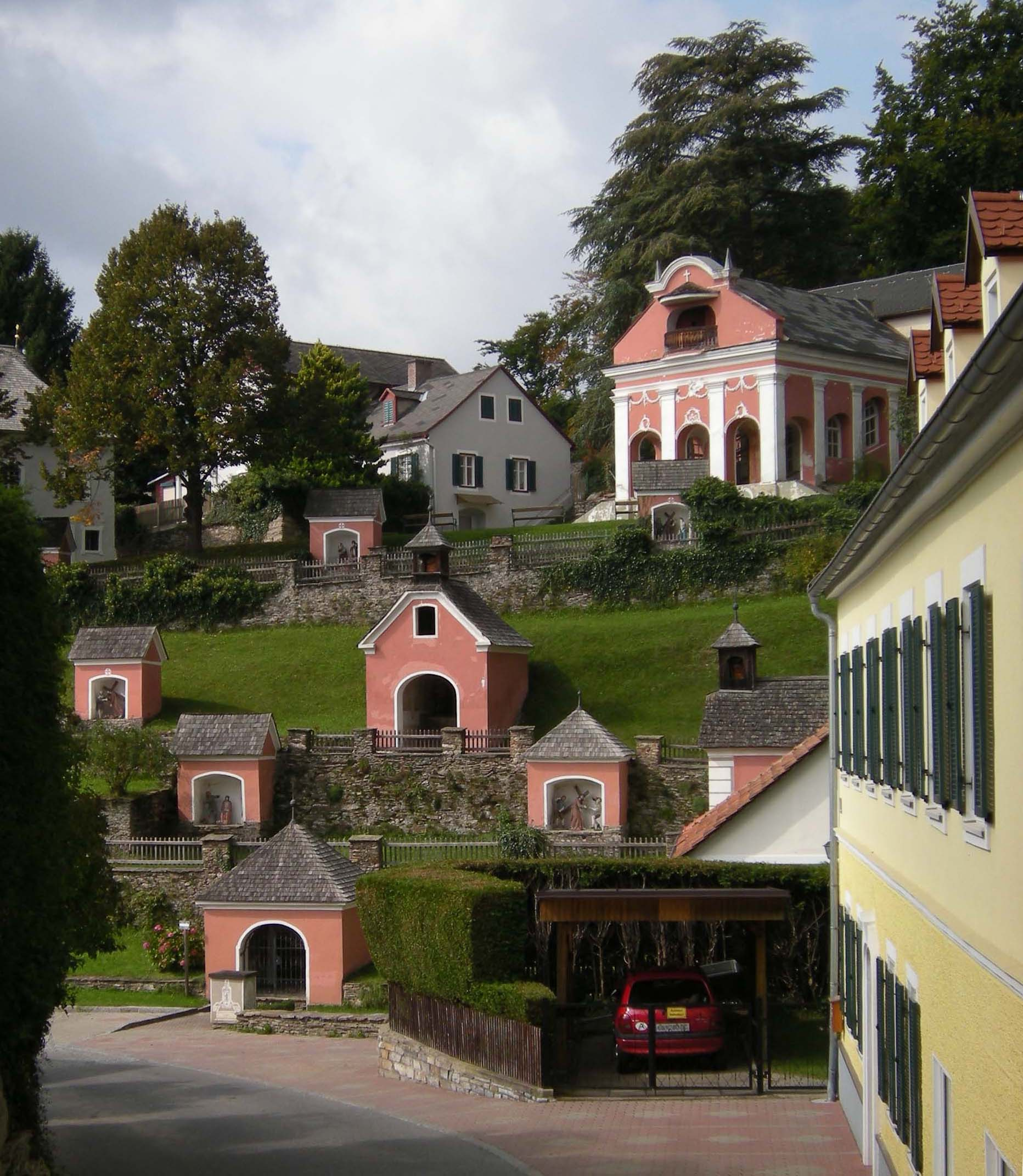
Кальварійський пагорб та станції хресної каплиці(St. Radegund bei Graz)
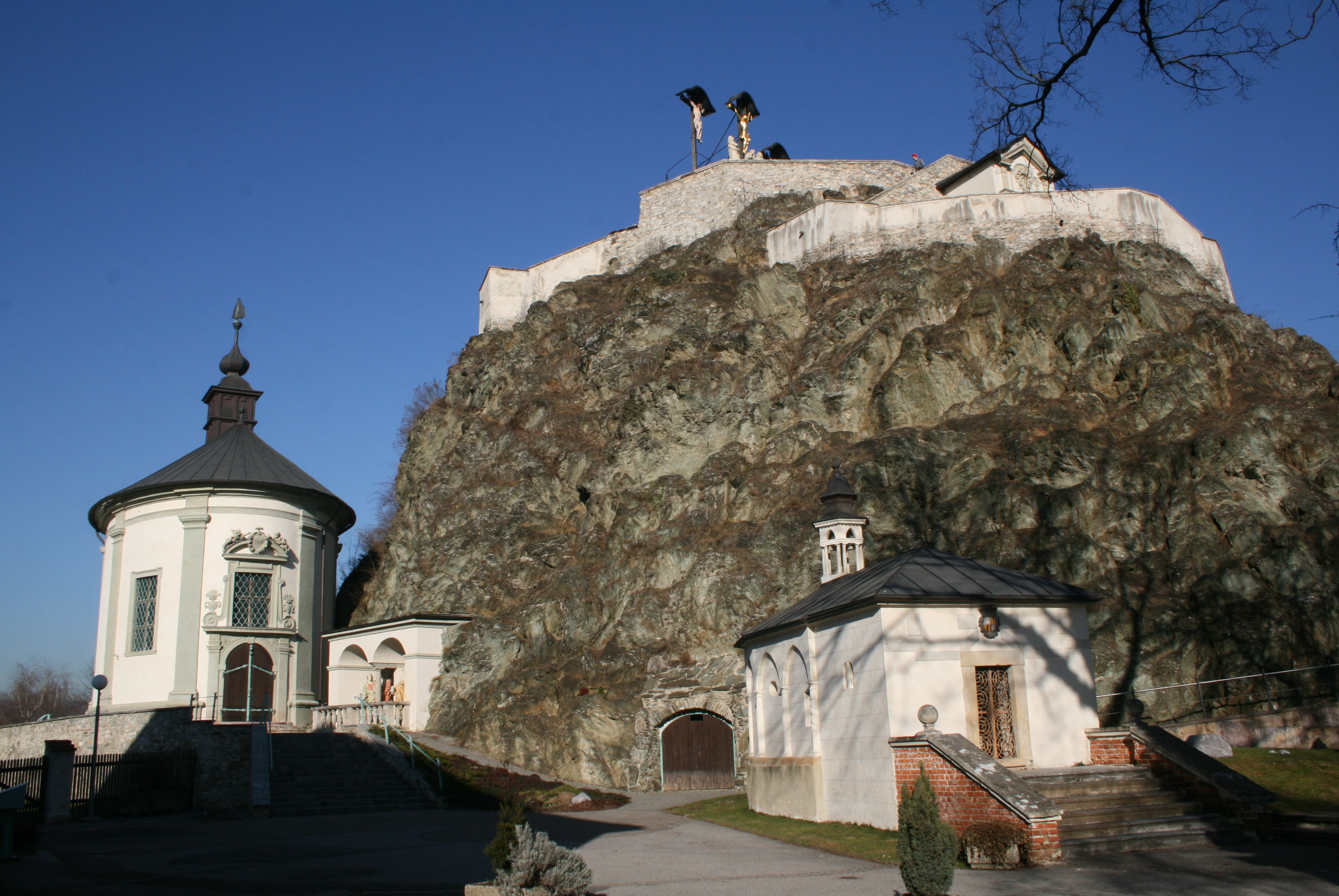
Святиня з численними каплицями (Graz)
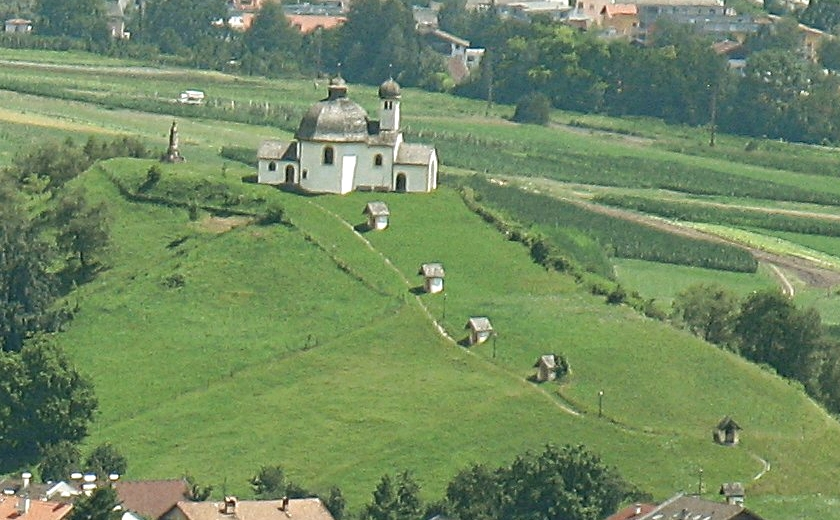
Каплиця на пагорбі зі станціями хресної дороги (Arzl bei Innsbruck)
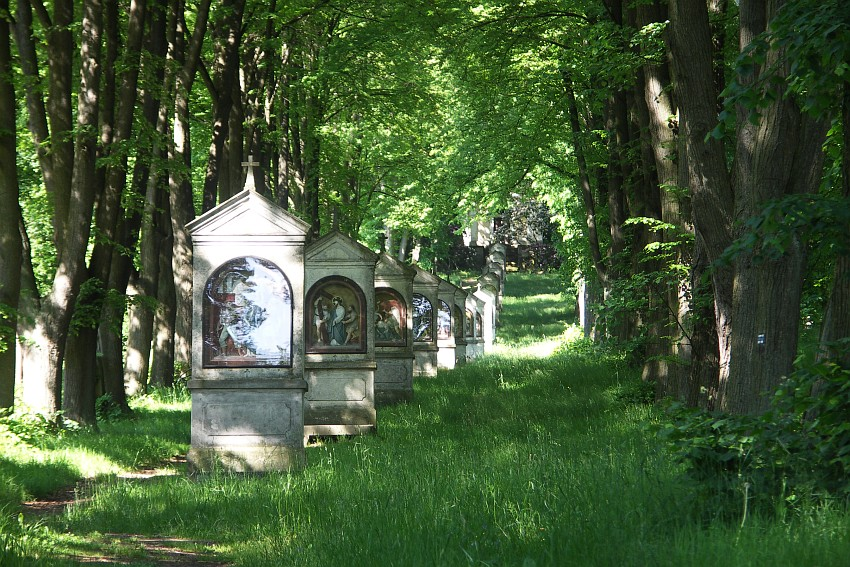
Планування паркового типу(Cvikov)
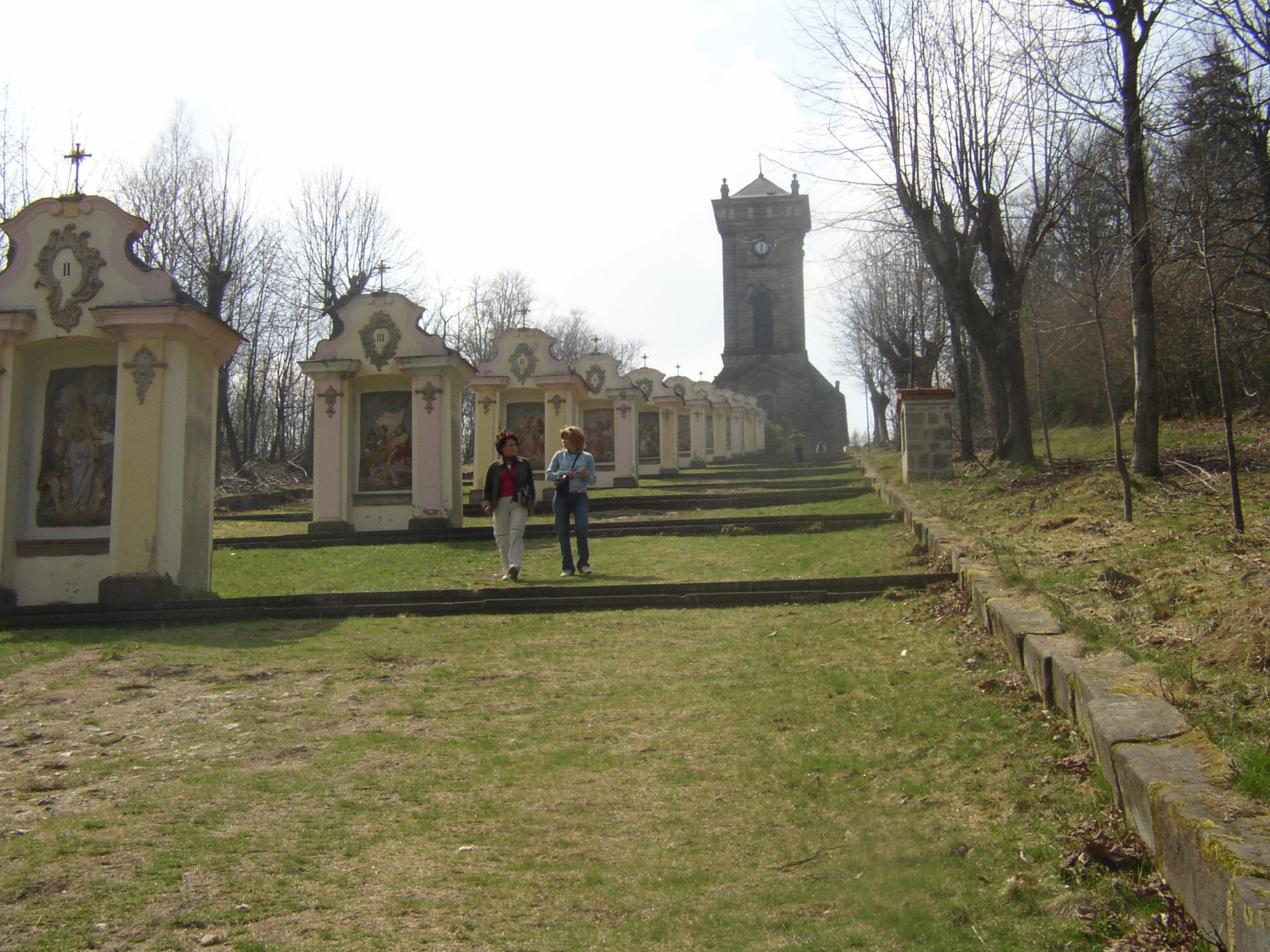
На вершині добре видно ландшафтний пам'ятник(Calvary hill near Jiřetín pod Jedlovou)
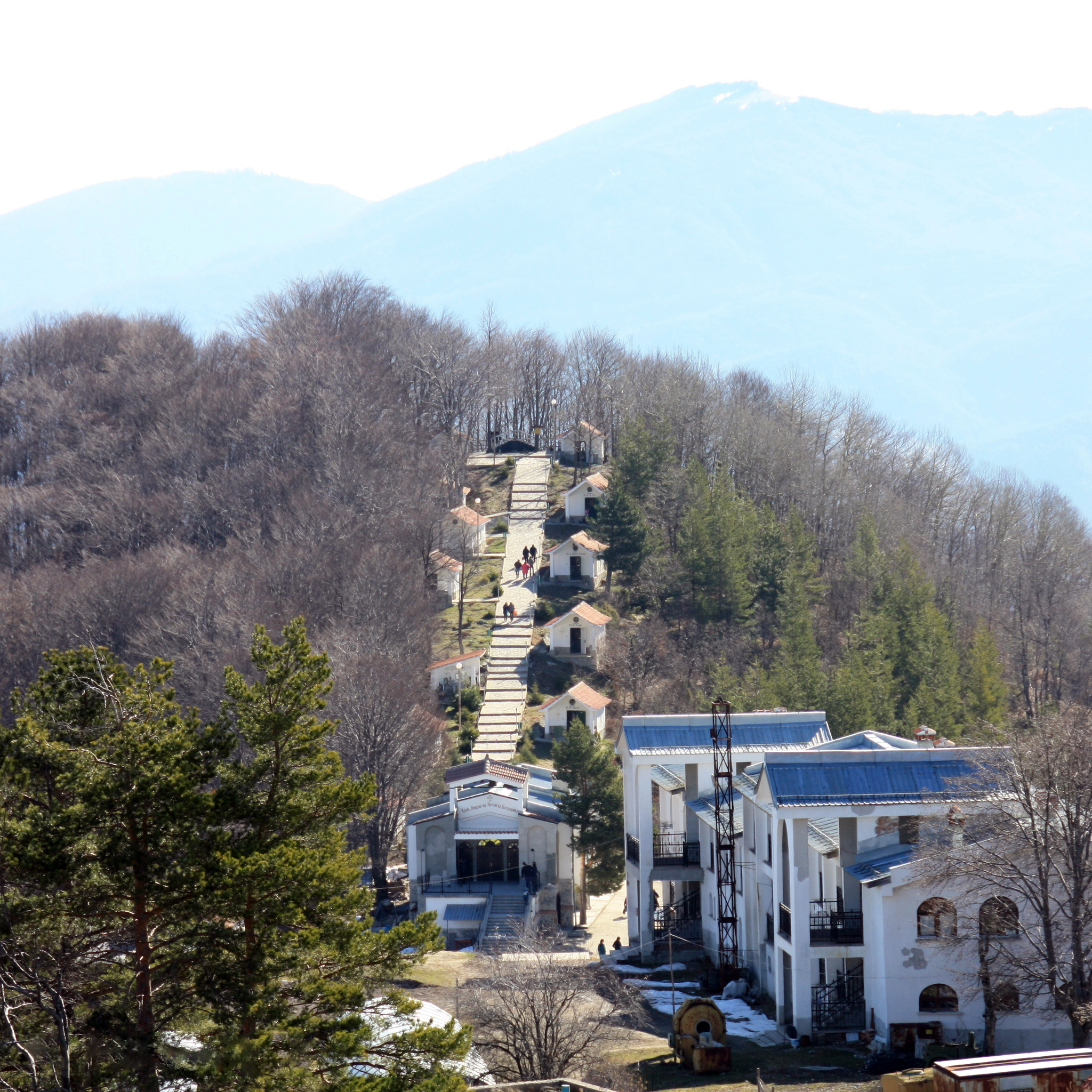
Планування в монастирі (Krastowa Gora)

## Голгофи у світі

### Австрія
- гора Голгофа, Берґкірхе в Айзенштадті
- гора Голгофа, Фрауенкірхен
- гора Голгофа, Локенхаус
- в Нойзідль-ам-Зеє
- у Пінкафельді
- у Санкт-Паулі-ім-Лаванталі
- у Санкт-Штефані-ім-Гайльталі
- поблизу громади Аґсбах [4]
- у Фалькенштейні у винному кварталі
- в Кірхберг-ам-Вексель
- у Лілієнфельді, найбільшому пагорбі Голгофа в Австрії
- у Марбаху на Дунаї
- у Марія-Ланцендорфі поблизу Відня
- у Піллерсдорфі у винному кварталі
- гора Голгофа, Рец
- в Еггенбурзі
- у Цветлі
- гора Голгофа, Айген у Мюлькрайсі
- у Фрайштадті
- гора Голгофа, Гозау
- гора Голгофа, Кремсмюнстер
- у Санкт-Мартін-ім-Інкрайс
- у Швертберзі
- гора Голгофа, Марія Бюель
- гора Голгофа, рівнина Марії
- в Оберндорфі під Зальцбургом
- гора Голгофа, (Брук-ан-дер-Мур)
- гора Голгофа, (Deutschfeistritz)
- Кальварієнберг (Грац)
- гора Голгофа, Леобен [5]
- у Санкт-Маргаретені-бай-Кніттельфельд
- гора Голгофа (Санкт-Радегунд-бай-Грац)
- гора Голгофа, (Фельдбах)
- каплиця на пагорбі Голгофа, Арцль, у кварталі Інсбрука міста Арцль
- в Куфштайні
- гора Голгофа, Таур
- в Гернальсі

### Англія
- абатство Маунт-Сент-Бернард, Лестершир

### Бельгія
- у Морне [6]
- у Мальмеді

### Білорусь
- у Мяділі (невелике містечко на північ від Мінська (Мядзел))
- в Мінську (Мінск)

### Болівія
- Серро Кальваріо

### Ефіопія
- Лалібела

### Греція
- на пагорбі Філерімос на Родосі

### Іспанія
- в Pollença

### Італія
- священні гори в П'ємонті та Ломбардії
- Сакро-Монте-ді-Варалло
- священна гора Голгофа Домодоссола
- монастир Сан-Вівальдо в Монтайоне
- Сакро-Монте-ді-Орта
- Сакро-Монте-ді-Варезе
- Сакро-Монте-ді-Креа
- Сакро-Монте-ді-Ґіффа
- Сакро-Монте-ді-Оссуччо
- Сакро Монте ді Оропа
- Сакро Монте ді Бельмонте

### Канада
- стежка Окської Голгофи поблизу Оки, Квебек

### Литва

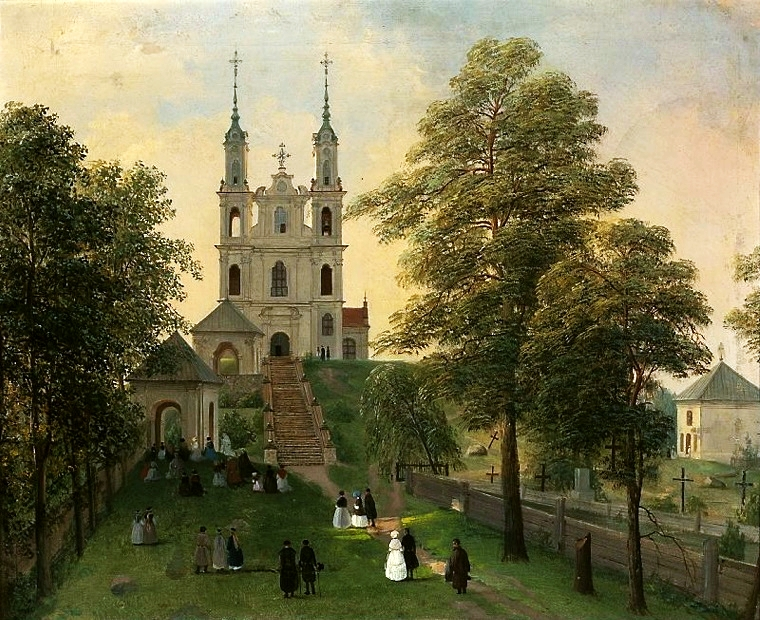
Веркяйська Кальварія 17 століття у Вільнюсі, Литва, прибл. 1840-ті роки

- Кальварія Жмудська
- Кальварія, Литва
- Веркяйська Голгофа

### Німеччина
(в алфавітному порядку за місцями)
- гора Голгофа, Арвайлер (з абатством Кальваріенберг), Арвайлер, графство Арвайлер, Рейнланд-Пфальц
- гора Голгофа, Айтербах, Айтербах, графство Фрайзінг, Баварія
- Каплиця Голгофи, Альтомюнстер
- у Бад-Кіссінгені
- у Бад-Ноєнар-Арвайлері (як школа)
- у Бад-Лері
- у Бад-Тельці, Бад-Тельц-Вольфратсхаузен, Баварія
- у Берхтесгадені
- у Берґгаймі Північний Рейн-Вестфалія
- в Бідінгені, округ Остальгау
- в Біркунгені (Тюрингія)
- в Бурладінгені
- у Чамі (Верхній Пфальц)
- у Донауверті
- гора Голгофа, Дорвейлер, Дорвейлер, графство Дюрен, Північний Рейн-Вестфалія
- в Ебнаті у Верхньому Пфальці
- у місті Фалькенберг (Верхній Пфальц)
- у місті Фіхтельберг (Оберфранкен)
- у Фульді
- у Фюссені
- гора Голгофа, Гредінг, графство Рот, Баварія
- гора Голгофа, Фюссен, округ Остальгой, Баварія
- у Герліці в Heiligen-Grab-Ensemble
- гора Голгофа, Гундельсхайм, Вюртемберг
- в Імменштадті
- біля паломницької церкви Allerheiligen в Єттінгені-Шеппах
- у паломницькому селі Кінцвайлер
- гора Голгофа, Кірхентумбах, Кірхентумбах, графство Нойштадт-ан-дер-Вальднааб, Баварія
- (Клостерлехфельд див. нижче)
- в Коннерсройті
- гора Голгофа, Лаутерхофен, графство Ноймаркт у Верхньому Пфальці, Баварія
- в Ленггрісі
- в Любеку ( Єрусалимсберг )
- в Марсберзі
- в абатстві Кройцберг в Рені
- гора Голгофа, Нойзат, графство Швандорф, Баварія
- в Остриці, Саксонія
- в абатстві Сент-Марієнталь
- гора Голгофа, Парсберг, графство Ноймаркт у Верхньому Пфальці, Баварія
- в Пайтингу у Верхній Баварії
- у Пфреймді
- в Піллігу в землі Рейнланд-Пфальц
- у Побенхаузені, а також у Паллінгу, обидва у Верхній Баварії
- в муніципалітеті Посенхофен Пекінг на озері Штарнберг
- в Печері Диявола поблизу Поттенштейна
- гора Голгофа, Прюм, район Айфелькрейс Бітбург-Прюм, земля Рейнланд-Пфальц
- гора Голгофа, Алендорф, муніципалітет Бланкенхайм
- гора Голгофа, Райхольцрід
- у Сіхтіґворі на Лоермунді
- у Штюлінгені
- гора Голгофа, Швабегг, графство Аугсбург, Баварія
- в Зонтхофені
- у Штралені на Нижньому Рейні
- bei Wettenhausen в муніципалітеті Каммельталь
- у Венігмюнхені (біля Мюнхена)
- у Ксантені -на-Нидеррайні
- у Целлі в каплиці Візенталя на Меренберзі
- на пагорбі Голгофа в місці паломництва Клостерлехфельд у Баварії є не станції хресного шляху, а пам’ятник із зовнішніми сходами.

### Польща

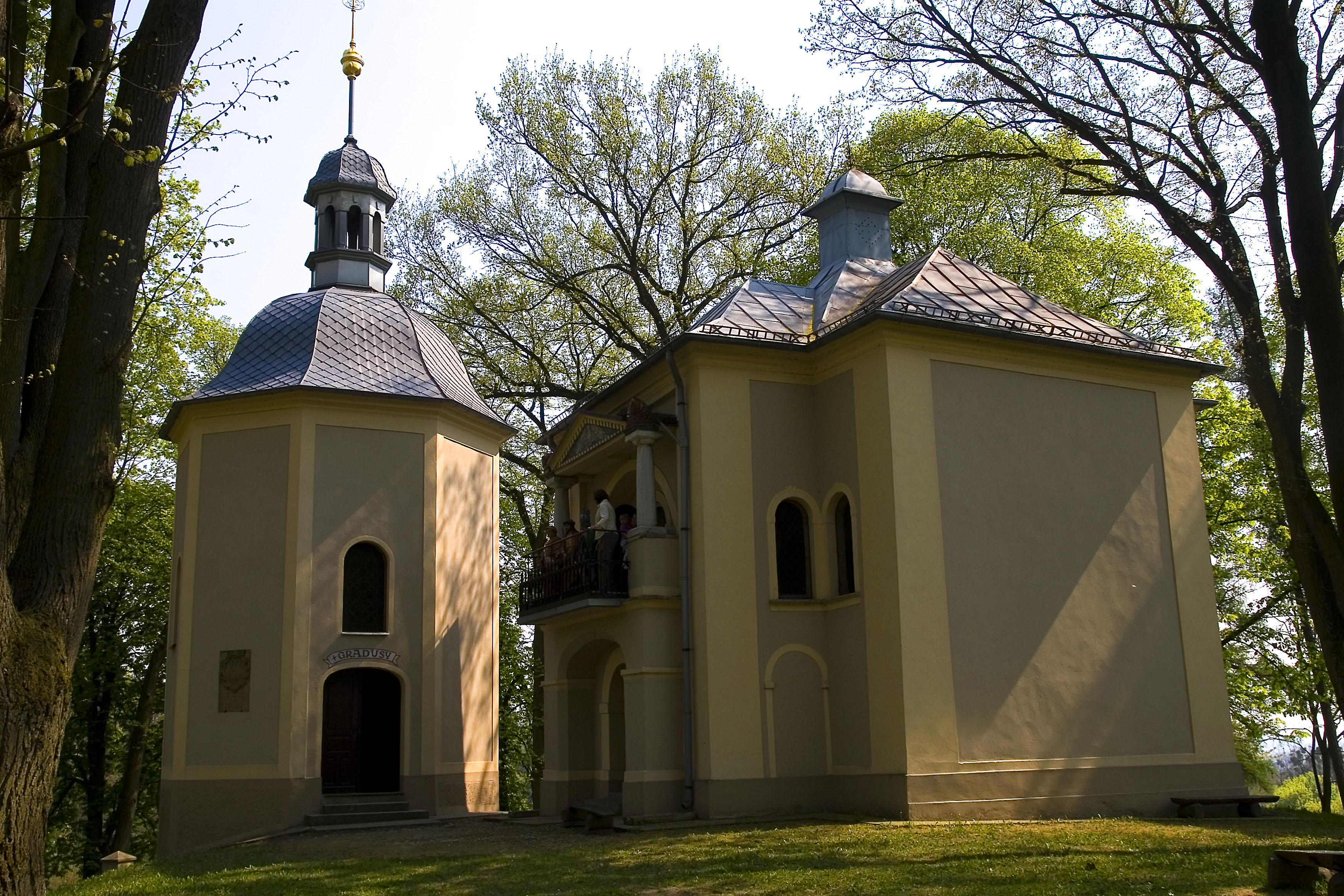
Каплиці на Кальварії в Góra Świętej Anny, Польща

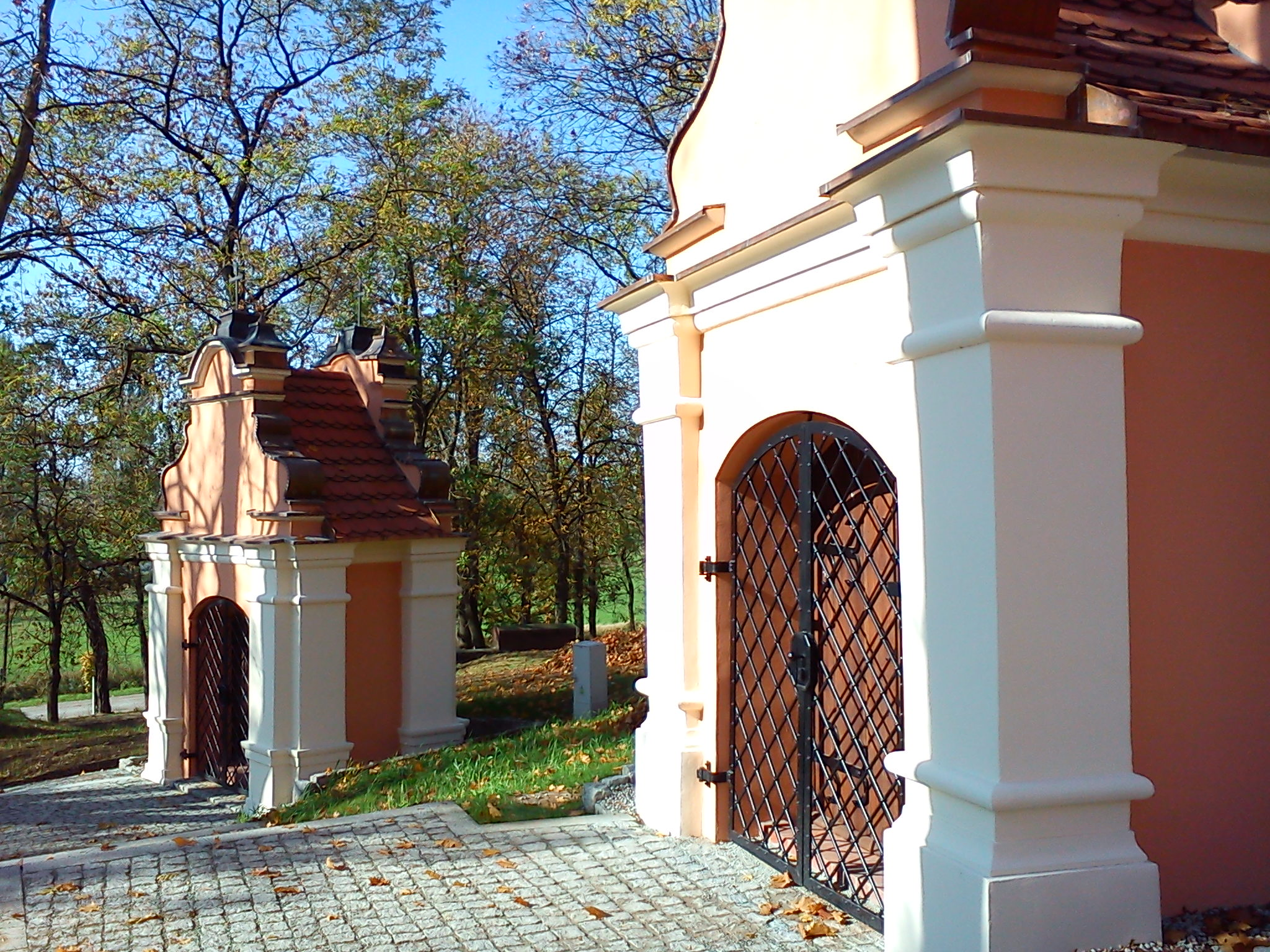
Каплиці на Кальварії у Пакосці, Польща

- Кальварія Зебжидовська, поблизу Кракова
- Гура Кальварія, поблизу Варшави
- Вейгерово поблизу Гданська
- Кальварія Пацлавська, поблизу Перемишля
- Кальварія Паневницька, в Катовіце
- Пакосць, поблизу Іновроцлава
- Ґура-Сьвентей-Анни, поблизу Ополе
- Вамбежице, поблизу Клодзко
- Уйсьце, біля Піли
- Кшешув, поблизу Валбжиха
- Пшув, поблизу Водзіслава Шльонського
- Бардо, поблизу Клодзко
- Пекари Шльонські, поблизу Битома
- Ґлотово, біля Ольштина
- Веле, поблизу Хойніце
- Кодень, поблизу Бяла-Подляска

### Румунія
- Білед, повіт Тіміш

### Словаччина
- Кальварія (Банська Штявниця)
- Пряшів
- Спішський Єрусалим
- Братислава - найстаріша Голгофа в Угорському королівстві
- Мар'янка
- Скаліца
- Рожнява
- Нітра
- Доляни, район Пезінок [7]

### Словенія
- Шмар'є при Єлшах
- Кальварія (Марибор)

### Угорщина
- Гора Голгофа в Печі

### Україна
- Кальварія (Ужгород), Закарпатська обл.
- Страдч, Львівська обл.[8]
- Губичі (Самбірський район), Львівська обл.[9]

### Хорватія
- гора Голгофа поблизу Альмаша

### Чехія

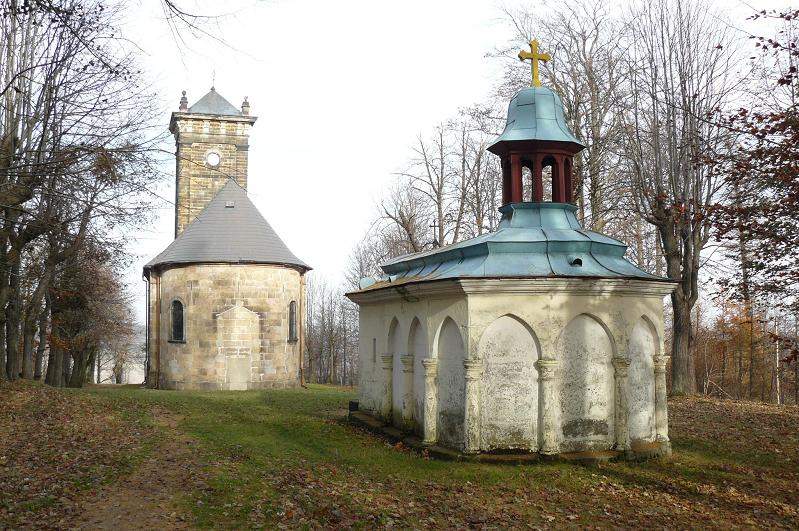
Каплиці на Кальварії в Jiřetín pod Jedlovou, Чехія

- Їржетин-під-Єдловою
- Цвіков

## Дивитися також
- Хресна дорога
- Голгофа